# Ċ
Ċ, ċ — літера розширеного латинського алфавіту, утворена буквою C з додаванням крапки вгорі. Використовується в мальтійській абетці для позначення глухого заясенного африкату ([tʃ]), аналогічного українському Ч. Відповідає літері Č у таких мовах, як сербська, чеська, словацька, боснійська, хорватська та чорногорська.
Вона використовується в сучасних транскриптах староанглійської мови з тієї ж причини, щоб відрізнити його від c, що вимовляється як [k], який в іншому випадку пишеться однаково. Це голосний еквівалент Ġ.
Ċ раніше використовувалася в ірландській мові та означала ленітовану форму C. Зараз на її місці використовується диграф ch, що виник у мові раніше за ċ.
Ċ зустрічається в латинізованій формі чеченської мови. Ця літера еквівалентна кириличному буквосполученню ЦӀ, що відповідає звуку [tsʼ].

## Кодування
| Графема | ISO 8859-3 | Юнікод | TeX |
| ------- | ---------- | ------ | --- |
| Ċ       | 0xC5       | U+010A | \.C |
| ċ       | 0xE5       | U+010B | \.c |